# Ghiandole di Montgomery

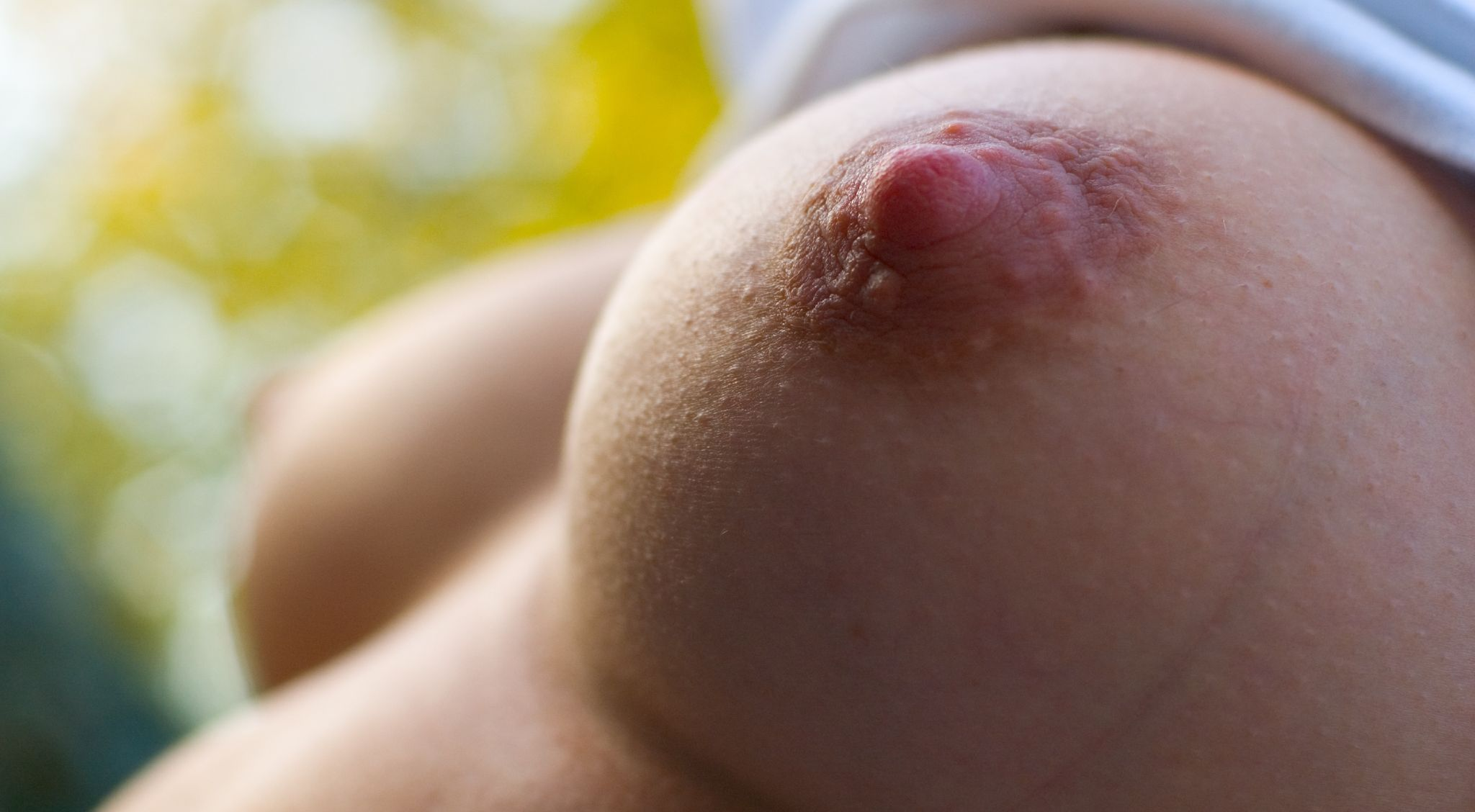
Primo piano dei seni di una donna incinta; notare le ghiandoli areolari che circondano il capezzolo

Le ghiandole di Montgomery o ghiandole areolari (in latino glandulae areolares) sono ghiandole sebacee dell'areola che circonda il capezzolo. 

## Descrizione
Le ghiandole fanno fuoriuscire delle secrezioni oleose (liquido lipoico) per mantenere l'areola e il capezzolo lubrificato e protetto. I composti volatili in queste secrezioni possono anche servire come stimolo olfattivo per l'appetito neonatale.
Le porzioni della ghiandola visibile sulla superficie della pelle sono chiamate "tubercoli di Montgomery". I muscoli rotondi si trovano nell'areola e sul capezzolo stesso. Possono essere esposti ed eretti quando il capezzolo viene stimolato. La pelle sopra l'apertura della superficie è lubrificata e tende ad essere più liscia del resto dell'areola. I tubercoli diventano più pronunciati durante la gravidanza.
Il numero di ghiandole può variare notevolmente, di solito in media da quattro a 28 per mammella.
Sono stati chiamati in onore del dottor William Fetherstone Montgomery (1797-1859), un ostetrico irlandese che li ha descritti nel 1837.